# 臺北府城南門

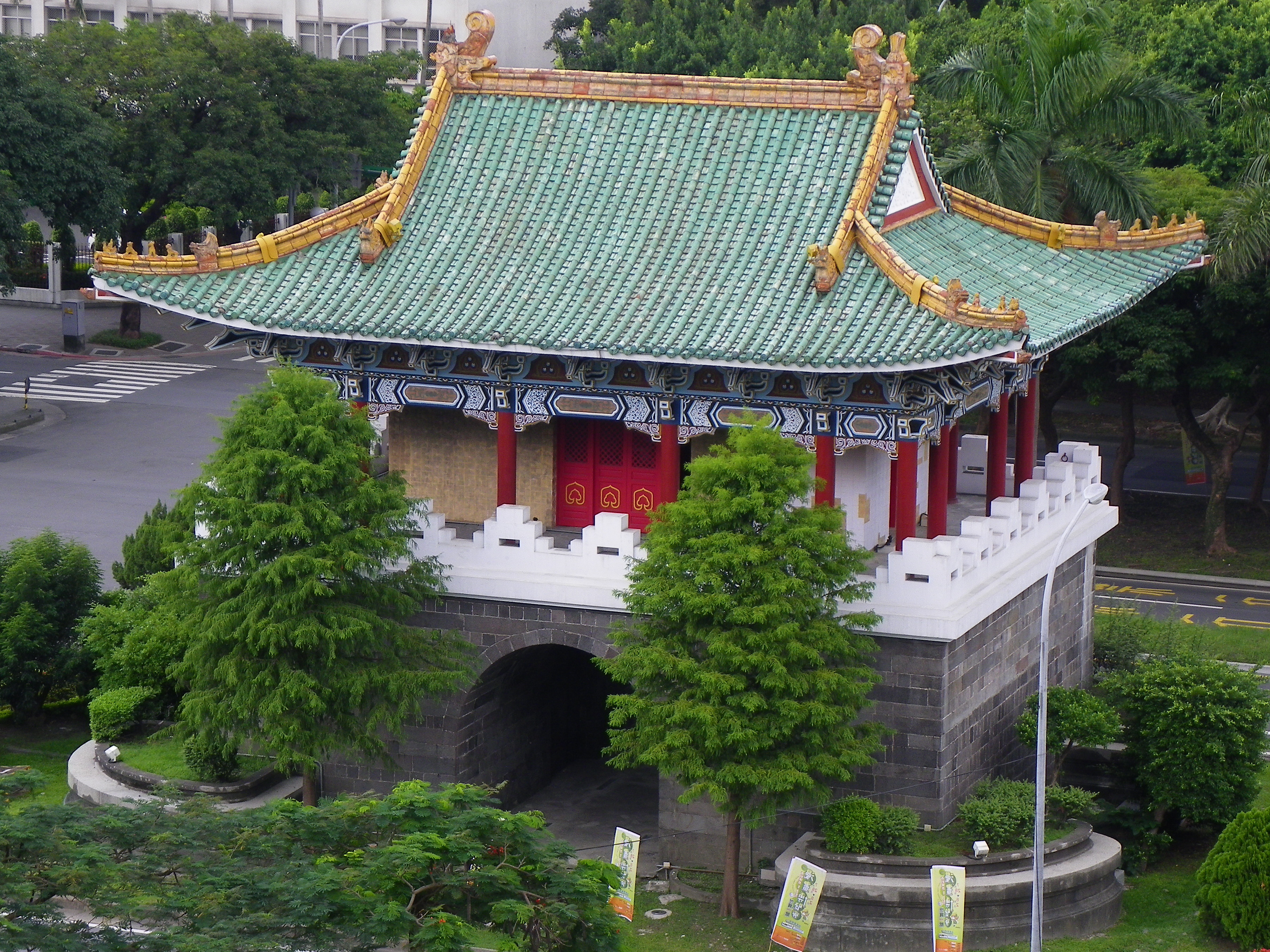
自西北方俯瞰臺北府城南門

臺北府城南門，又稱大南門，正式名麗正門，是位於臺灣臺北市中正區公園路、愛國西路交叉路口的臺北府城城門，今列為中華民國國定古蹟。

## 歷史

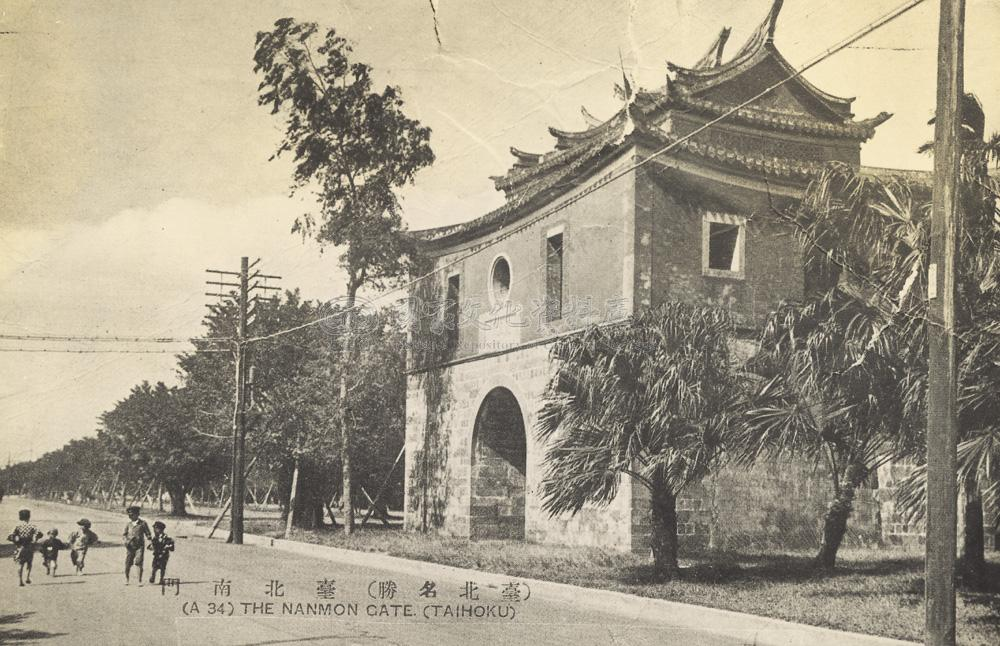
日治時期南門

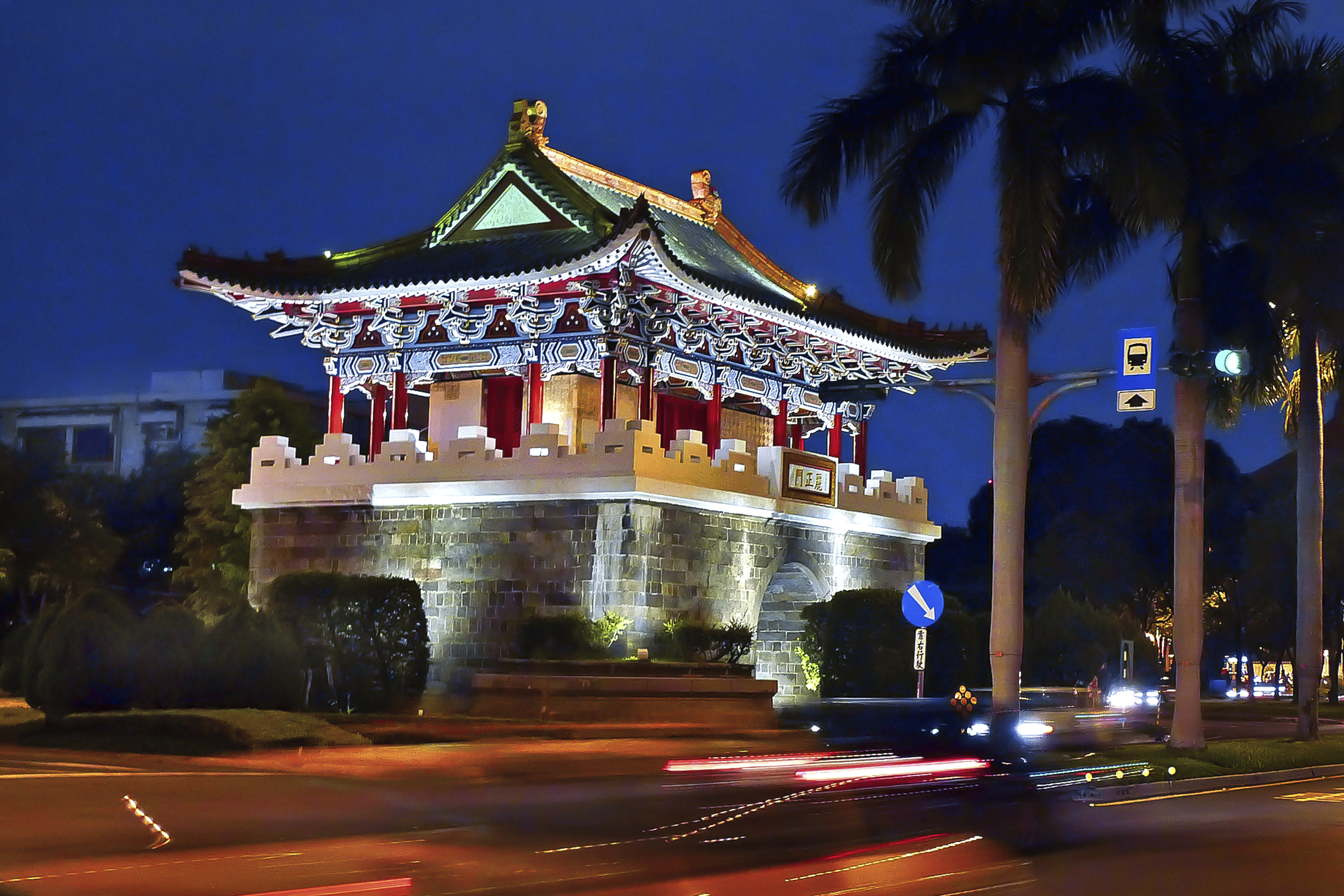
南門夜景

作為臺北府城主門的麗正門（大南門），規模及外觀冠於諸門，上下簷之間裝置翠綠色琉璃花窗，與朱紅色城牆相映成趣，外觀最明顯的特色在於採用比北門高一層的歇山重簷式的屋簷。此是古亭、公館居民的捐獻。清治時期門外附近為龍匣口社所居，多為田野。
1900年，臺北州立臺北第一中學校學生以此門為名創立「麗正會」，對外代表校友會，對內是學生社團主腦。
戰後時期，位在公園路、愛國西路交叉路口的麗正門被改成北方宮殿式建築，石砌的城座、門洞保持原樣。戒嚴時的總統府憲兵班會駐守麗正門，並設有軍用地下通道。該門是台北城門中最後由軍方交給台北市政府管理的，且二樓仍不開放。
中央二二八紀念碑在二二八和平紀念公園的位置能與南門、國立臺灣博物館連為直線。這設計是以三種不同政權的建物代表臺灣歷史進程。
1995年3月28日，台北市政會議通過將麗正門等臺北城門向內政部提列為古蹟。1998年4月21日，台北市政會通過請中央指定為國定古蹟。
台北捷運公司曾推出「台北城的故事」系列捷運儲值卡，其中麗正門為主題的是發行於2001年4月1日，限量五萬張。2004年，為建城120週年系列活動，市府曾計畫選大南門附近進行城牆復建，讓現代台北市民也能登城垣。原先的城門黨徽，於2009年6月11日發生民進黨議員去塗白景福門國民黨黨徽後，文化局決議黨徽保持不塗上顏色，避免爭議。
因臺北捷運僅剩大南門沒有作捷運站主名，當地的龍福里里長鄭珍珍於2016年6月向市長柯文哲爭取在中正紀念堂站加註「南門」。2021年11月9日，柯文哲赴北市議會進行總質詢時，面對北市議員江志銘建議將中正紀念堂站改名為南門站，回應已營運中的捷運站改名不易，但已後面註明「南門站」。